# Annet Rudolph
Annet Rudolph (* 1964 in Dinslaken) ist eine deutsche Kinderbuch-Illustratorin.
Annet Rudolph studierte von 1984 bis 1990 Grafikdesign an der Fachhochschule Münster. Durch zahlreiche Bücher mit der von ihr geschaffenen Figur des kleinen Raben Socke wurde sie international bekannt. Sie arbeitet heute als selbstständige Illustratorin für verschiedene Verlage.